# あけみ橋

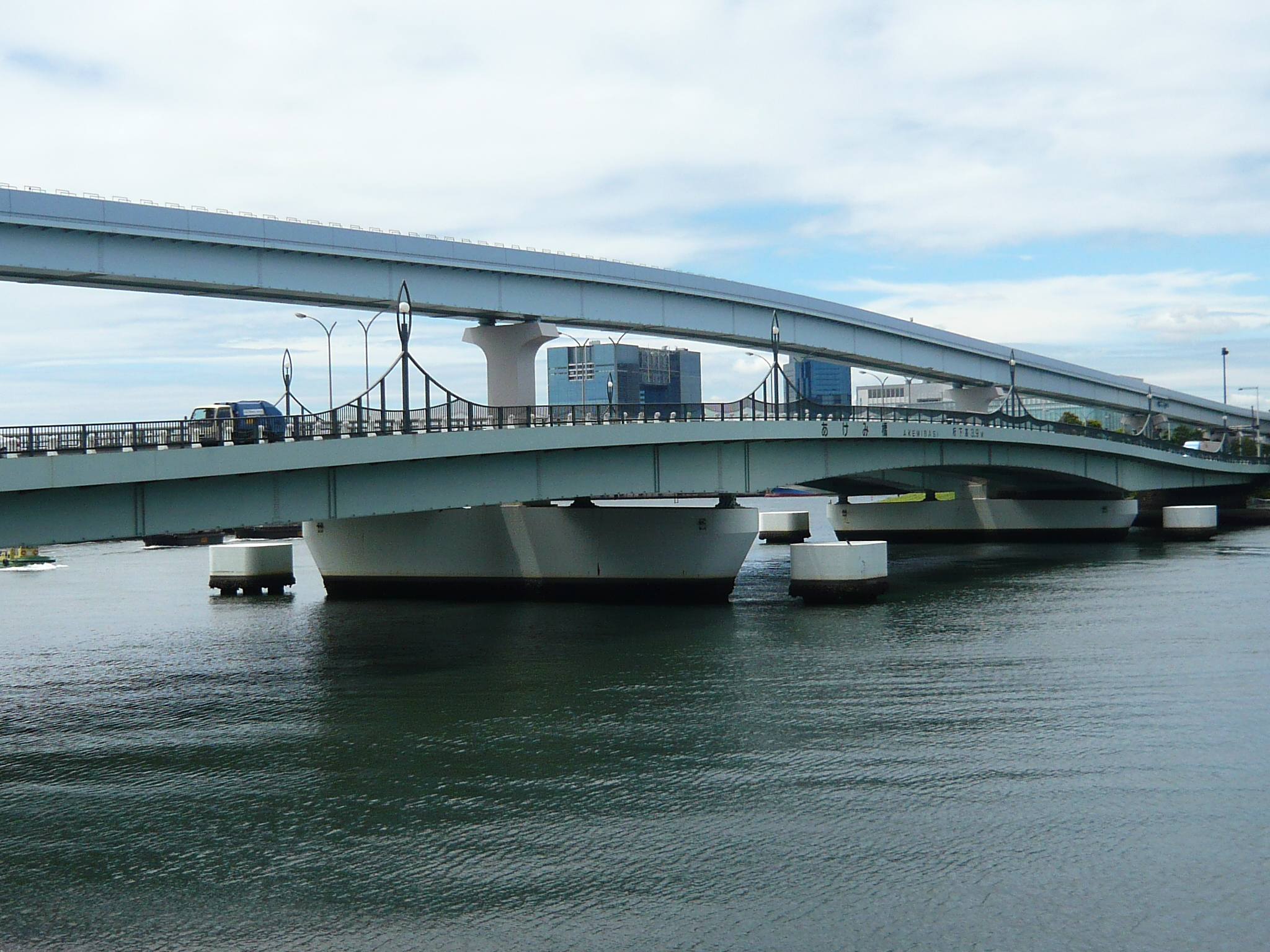
あけみ橋（水の広場公園より）

あけみ橋（あけみばし）は有明西運河をまたぎ東京都江東区青海と有明を結ぶ橋である。橋の長さ247メートル。

## 概要
有明西運河をまたぐのぞみ橋、新都橋、有明橋、青海橋、夢の大橋と平行するように架かり、その中で一番南に位置する。そのため、北にある橋の方向を眺めると、橋が多く架かる様子から未来都市を思わせる。架橋上部にはゆりかもめが架かる。

## アクセス
- ゆりかもめ青海駅から徒歩3分。
- ゆりかもめ東京ビッグサイト駅・りんかい線東京テレポート駅から徒歩5分。

## 周辺施設
- 東京ベイコート倶楽部ホテル&スパリゾート
- 水の広場公園
- シンボルプロムナード公園

## 作品
ドラマ
- 踊る大捜査線 (1997年) - フジテレビ系のテレビドラマシリーズ。
- 仮面ライダー剣 (2004年) - テレビ朝日系の特撮テレビドラマ。7話のロケ地。